# Graphium policenoides
Graphium policenoides är en fjärilsart som först beskrevs av Holland 1892.  Graphium policenoides ingår i släktet Graphium och familjen riddarfjärilar. Inga underarter finns listade i Catalogue of Life.